# 乔恩·宾

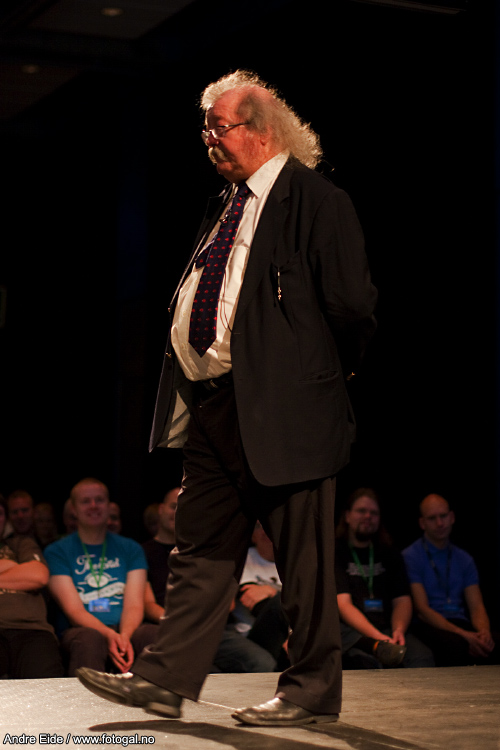
2009年的乔恩·宾

乔恩·宾（挪威語：Jon Bing，1944年4月30日—2014年1月15日），挪威滕斯贝格人，是一名挪威作家和法学教授。他在挪威计算机与法律研究中心担任教授，并任教于奥斯陆大学。
2014年1月15日，他因为中风在奥斯陆去世。